# موشچیبرود-کولونگا
موشچیبرود-کولونگا (به لاتین: Mościbrody-Kolonia) یک روستا در لهستان است که در گمینا ویشنگو واقع شده‌است. موشچیبرود-کولونگا ۱۱۰ نفر جمعیت دارد.